# José Antonio Barrios Olivero
José Antonio Barrios Olivero, també conegut com a Tigre Barrios, (Santa Cruz de Tenerife, 21 de març de 1949) és un antic futbolista canari de la dècada de 1970 i posteriorment entrenador.

## Trajectòria
Jugava de davanter centre. Debutà a primera divisió amb el Granada CF, on hi jugà durant quatre temporades entre 1968 i 1972. Aquest darrer any fou fitxat pel FC Barcelona, on fou titular la primera temporada però l'arribada de Johan Cruyff el relegà a la banqueta. Marxà a l'Hèrcules CF, on jugà quatre temporades a gran nivell, esdevenint el màxim golejador del club alacantí a primera divisió. Acabà la seva carrera al Llevant UE i el CD Tenerife, club aquest darrer amb el qual ja havia jugat en els seus inicis, a segona divisió.
Fou màxim golejador de segona divisió la temporada 1967-68 i participà en els Jocs Olímpics de 1968 a Mèxic.
També ha estat entrenador, dirigint principalment equips de les Illes Canàries, arribant a entrenar al primer equip del CD Tenerife. També ha entrenat al Granada CF o a Portugal al Vitoria de Setúbal, com a clubs de major nivell.

## Palmarès
- Lliga espanyola:
  - 1973-74